# 赤外超過
赤外超過または赤外線超過(Infrared excess)は、恒星を黒体放射と推定した時と比べて、スペクトルのエネルギー分布が赤外線領域で強くなる現象である。赤外超過は、しばしば星周塵が原因であり、若い星状天体や漸近巨星分枝より進化した恒星では共通に見られる。